# Allodapula hessei
Allodapula hessei är en biart som beskrevs av Michener 1971. Allodapula hessei ingår i släktet Allodapula och familjen långtungebin. Inga underarter finns listade i Catalogue of Life.